# 재키 앤 라이언
《재키 앤 라이언》(영어: Jackie & Ryan)은 2014년 공개된 미국의 로맨틱 드라마 영화이다. 캐서린 하이글과 벤 반스 둘 다 직접 기타를 연주하고 노래를 불렀다. 

## 줄거리
유타주 오그던에서 우연한 계기로 엮인 음악가 두 사람이 서로에게 영감을 주고 삶을 변화시킨다.

## 출연
- 캐서린 하이글 - 재키 역
- 벤 반스 - 라이언 역
- 클리아 듀발 - 버지니아 역
- 셰릴 리 - 미리엄 역
- 에밀리 앨린 린드 - 리아 역